# Malinówka (gromada w powiecie lubelskim)
Malinówka – dawna gromada, czyli najmniejsza jednostka podziału terytorialnego Polskiej Rzeczypospolitej Ludowej w latach 1954–1972.
Gromady, z gromadzkimi radami narodowymi (GRN) jako organami władzy najniższego stopnia na wsi, funkcjonowały od reformy reorganizującej administrację wiejską przeprowadzonej jesienią 1954 do momentu ich zniesienia z dniem 1 stycznia 1973, tym samym wypierając organizację gminną w latach 1954–1972.
Gromadę Malinówka z siedzibą GRN w Malinówce utworzono – jako jedną z 8759 gromad na obszarze Polski – w powiecie lubelskim w woj. lubelskim na mocy uchwały nr 12 WRN w Lublinie z dnia 5 października 1954. W skład jednostki weszły obszary dotychczasowych gromad Malinówka, Albertów, Jasieniec i Zawadów ze zniesionej gminy Brzeziny w tymże powiecie. Dla gromady ustalono 12 członków gromadzkiej rady narodowej.
31 grudnia 1959 z gromady Malinówka wyłączono kolonię Malinówka, włączając je do gromady Cyców w powiecie chełmskim w tymże województwie.
1 stycznia 1960 gromadę zniesiono, włączając jej obszar do gromad Puchaczów (kolonię Albertów) i Ciechanki (wieś i kolonię Zawadów oraz kolonie Jasieniec i Kamionka) w tymże powiecie.